# Писаревка (Тернопольская область)
Писаревка (укр. Писарівка) — село в Нараевской сельской общине Тернопольского района Тернопольской области Украины.
До 2020 года входило в Бережанский район.
Код КОАТУУ — 6120487005. Население по переписи 2001 года составляло 98 человек.

## Географическое положение
Село Писаревка находится на правом берегу реки Золотая Липа в месте впадение в неё реки Белая,
выше по течению на расстоянии в 2 км расположено село Дунаев,
ниже по течению на расстоянии в 2 км расположено село Рекшин.

## История
- 1852 год — дата основания.